# Барас Куджба
Барас Куджба (род. 17 сентября 2001, Анкара, Турция) — абхазский дирижёр, лауреат международных конкурсов.

## Биография
Родился в Анкаре. В 6-летнем возрасте вернулся со своей семьёй на свою историческую родину — в Абхазию. Связывает свои первые шаги в музыке с городом Пицундой, который считает родным и где проводит международный музыкальный фестиваль "Пицундский фестиваль".
Окончил Сухумское государственное музыкальное училище по специальностям "фортепиано" и "хоровое дирижирование". С отличием окончил Московскую консерваторию им. П. И. Чайковского по классу хорового дирижирования у профессора А. В. Соловьёва. Параллельно изучал симфоническое дирижирование у профессора А. А. Левина. Также стал лучшим выпускником среди иностранных учащихся 2024 года в МГК имени П. И. Чайковского
С 2024 года является дирижером Государственной хоровой капеллы Республики Абхазия.

## Творчество и достижения
- Лауреат  II премии Международного конкурса-фестиваля молодых исполнителей «Ночь в Мадриде» ( «La Noche en Madrid 2019»). (Мадрид).
- Лауреат I премии II Международного конкурса хоровых дирижеров им. И. А. Михайловского (Тула).
- Лауреат II премии V Международного конкурса хорового письма им. А. Д. Кастальского (Москва).
- Участник VIII Международного мастер-класса по хоровому дирижированию им. Вальтера Штраусса (Анкара) под руководством Гари Градена.

Художественный руководитель и генеральный директор Пицундского фестиваля, целью которого является развитие культурной жизни города и региона.